# Cistus libanotis
Cistus libanotis là một loài thực vật có hoa trong họ Nham mân khôi. Loài này được Carl von Linné mô tả khoa học đầu tiên năm 1759.